# Klubowe Mistrzostwa Oceanii w Piłce Nożnej 2001
Klubowe Mistrzostwa Oceanii w piłce nożnej 2001 zostały rozegrane w Papui-Nowej Gwinei. Wzięło udział 11 drużyn z 11 państw.

## Faza Grupowa

### Grupa A

#### Tabela
| Poz | Zespół                   | Pkt | M | W | R | P | Br+ | Br− | +/− |
| --- | ------------------------ | --- | - | - | - | - | --- | --- | --- |
| 1   | Wollongong Wolves        | 15  | 5 | 5 | 0 | 0 | 38  | 0   | +38 |
| 2   | Napier City Rovers       | 10  | 5 | 3 | 1 | 1 | 16  | 2   | +14 |
| 3   | Laugu United FC          | 10  | 5 | 3 | 1 | 1 | 19  | 14  | +5  |
| 4   | Unitech FC               | 6   | 5 | 2 | 0 | 3 | 10  | 19  | -9  |
| 5   | Foodtown Warriors Labasa | 3   | 5 | 1 | 0 | 4 | 7   | 17  | -10 |
| 6   | SC Lotohaʻapai           | 0   | 5 | 0 | 0 | 5 | 4   | 42  | -38 |

#### Wyniki

##### 1 kolejka
| 9 stycznia 2001 13:30 | SC Lotohaʻapai | 0:16(0:8)rsssf.com | Wollongong Wolves · 18', 26', 28', 31', · 33', 39', 45' Saso Petrovski · 23', 48', 69' Scott Chipperfield · 61', 74', 87' Jay Lucas · 71' Paul Reid · 75' Daniel Beltrame · 77' Stuart Young | Lloyd Robson Stadium, Port Moresby Sędzia: L. Fred |
|                       |                |                    | |                                                    |

| 9 stycznia 2001 15:30 | Foodtown Warriors · Watisoni Voli 78' | 1:3(0:1)rsssf.com | Laugu United FC · 42', 73' Andrew Misitomu · 65' Bartrim Suri | Lloyd Robson Stadium, Port Moresby Sędzia: M. Shield |
|                       |                                       |                   |                                                               |                                                      |

| 9 stycznia 2001 17:30 | Unitech FC | 0:2(0:2)rsssf.com | Napier City Rovers · 12' Scott Pilcher · 34' Martin Akers | Lloyd Robson Stadium, Port Moresby Sędzia: B. Hugo |
|                       |            |                   |                                                           |                                                    |

##### 2 kolejka
| 11 stycznia 2001 13:00 | Napier City Rovers · Chris McIvor 63' | 1:1(0:0)rsssf.com | Laugu United FC · 71' Andrew Misitomu | Lloyd Robson Stadium, Port Moresby Sędzia: B. Hugo |
|                        |                                       |                   |                                       |                                                    |

| 11 stycznia 2001 15:00 | Unitech FC · Paul Komboi 39', 61' · Karo Gebo 42' · Nicholas Pui 63' · George Winaulin 88' | 5:2(2:1)rsssf.com | Lotohaʻpai FC · 26' Teu Fakava · 89' Felise Tahitua | Lloyd Robson Stadium, Port Moresby Sędzia: M. Shield |
|                        |                                                                                            |                   |                                                     |                                                      |

| 11 stycznia 2001 17:00 | Wollongong Wolves · Stuart Young 1' – k. · Scott Chipperfield 10', 38' · Saso Petrovski 67' · Jay Lucas 90' | 5:0(3:0)rsssf.com | Foodtown Warriors | Lloyd Robson Stadium, Port Moresby Sędzia: H. Atisson |
|                        | |                   |                   |                                                       |

##### 3 kolejka
| 13 stycznia 2001 12:00 | Foodtown Warriors · Natau Solomoni 32' | 1:3(1:2)rsssf.com | Unitech FC · 15', 60' Joel Konofilia · 38' Paul Komboi | Lloyd Robson Stadium, Port Moresby Sędzia: G. Connolly |
|                        |                                        |                   |                                                        |                                                        |

| 13 stycznia 2001 14:00 | Lotohaʻpai FC | 0:9(0:3)rsssf.com | Napier City Rovers · 22', 25', 61', 63' David Gearey · 26', 85' Leon Birnie · 60', 64' Perry Cotton · 90' Jimmy Cudd | Lloyd Robson Stadium, Port Moresby Sędzia: H. Atisson |
|                        |               |                   | |                                                       |

| 13 stycznia 2001 16:00 | Laugu United FC | 0:10(0:3)rsssf.com | Wollongong Wolves · 13' – k. Stuart Young · 39', 60' Scott Chipperfield · 43', 74' Paul Reid · 49', 83' Saso Petrovski · 57' David Huxley · 76' Dino Mennillo · 77' David Cervinski | Lloyd Robson Stadium, Port Moresby Sędzia: B. Grimshaw |
|                        |                 |                    | |                                                        |

##### 4 kolejka
| 15 stycznia 2001 12:00 | Foodtown Warriors | 0:4(0:1)rsssf.com | Napier City Rovers · 22' Scott Pilcher · 73' Martin Akers · 78' Leon Birnie · 85' Rupert Ryan | Lloyd Robson Stadium, Port Moresby Sędzia: L. Fred |
|                        |                   |                   |                                                                                               |                                                    |

| 15 stycznia 2001 14:00 | Wollongong Wolves · Scott Chipperfield 6' · Paul Reid 9' · Jay Lucas 43', 81' · Saso Petrovski 50' · Andrew Smith 83' | 6:0(3:0)rsssf.com | Unitech FC | Lloyd Robson Stadium, Port Moresby Sędzia: H. Atisson |
|                        | |                   |            |                                                       |

| 15 stycznia 2001 16:00 | Laugu United · Bartrim Suri 55', 65', 75', 80', 90' · Geoffrey Mamani 58' · Stanley Araha 63' | 7:0(0:0)rsssf.com | Lotohaʻpai FC | Lloyd Robson Stadium, Port Moresby Sędzia: G. Connolly |
|                        |                                                                                               |                   |               |                                                        |

##### 5 kolejka
| 17 stycznia 2001 12:00 | Unitech FC · Paul Komboi 32' · Nicholas Puy 46' | 2:8(1:2)rsssf.com | Laugu United FC · 8', 64', 77' John Maki Ofu · 16', 66' Bartrim Suri · 50' Peter Kiriau · 75' Leslie Leo · 89' Stanley Araha | Lloyd Robson Stadium, Port Moresby Sędzia: G. Connolly |
|                        |                                                 |                   | |                                                        |

| 17 stycznia 2001 14:00 | Lotohaʻpai FC · Siua Maamola 11' · Amone Leona 78' | 2:5(1:2)rsssf.com | Foodtown Warriors · 19', 34', 49' Ramen Datt Sharma · 78' Taniela Ewo Waqa · 90' Natau Solomoni | Lloyd Robson Stadium, Port Moresby Sędzia: N. Fox |
|                        |                                                    |                   |                                                                                                 |                                                   |

| 17 stycznia 2001 16:00 | Napier City Rovers | 0:1(0:1)rsssf.com | Wollongong Wolves · 39' Saso Petrovski | Lloyd Robson Stadium, Port Moresby Sędzia: N. Fox |
|                        |                    |                   |                                        |                                                   |

### Grupa B

#### Tabela
| Poz | Zespół    | Pkt | M | W | R | P | Br+ | Br− | +/− |
| --- | --------- | --- | - | - | - | - | --- | --- | --- |
| 1   | Tafea FC  | 12  | 4 | 4 | 0 | 0 | 22  | 1   | +21 |
| 2   | AS Vénus  | 9   | 4 | 3 | 0 | 1 | 18  | 7   | +11 |
| 3   | Titavi FC | 6   | 4 | 2 | 0 | 2 | 5   | 11  | -6  |
| 4   | Tupapa FC | 3   | 4 | 1 | 0 | 3 | 3   | 21  | -18 |
| 5   | PanSa FC  | 0   | 4 | 0 | 0 | 4 | 0   | 8   | -8  |

#### Wyniki

##### 1 kolejka
| 10 stycznia 2001 15:00 | AS Vénus | 0:2(Walkower)rsssf.com | PanSa FC | Lloyd Robson Stadium, Port Moresby Sędzia: B. Grimshaw |
|                        |          |                        |          |                                                        |

| 10 stycznia 2001 17:00 | Tafea FC · Moise Poida 16', 31', 53' · Noel Vari 45' – k. · Richard Iwai 88' | 5:1(3:0)rsssf.com | Titavi FC · 64' Junior Michael | Lloyd Robson Stadium, Port Moresby Sędzia: G. Connolly |
|                        |                                                                              |                   |                                |                                                        |

##### 2 kolejka
| 12 stycznia 2001 14:00 | Titavi FC | 0:6(0:3)rsssf.com | AS Vénus · 12' Samuel Garcia · 14' Felix Tagawa · 42' Ramon Djamali · 53', 90' Jacques Ilengo · 88' Soren Jakobson | Lloyd Robson Stadium, Port Moresby Sędzia: L. Fred |
|                        |           |                   | |                                                    |

| 12 stycznia 2001 16:00 | PanSa FC | 0:2(walkower)rsssf.com | Tupapa FC | Lloyd Robson Stadium, Port Moresby Sędzia: M. Shield |
|                        |          |                        |           |                                                      |

##### 3 kolejka
| 14 stycznia 2001 14:00 | Tafea FC | 0:2(walkower)rsssf.com | PanSa FC | Lloyd Robson Stadium, Port Moresby |
|                        |          |                        |          |                                    |

| 14 stycznia 2001 16:00 | AS Vénus · Samuel Garcia 4' · Ramon Djamali 18', 84' · Felix Tagawa 27', 48', 57' · Soren Jakobson 39' · Jacques Ilengo 74', 88' · Steve Fatupua 80' | 10:1(4:0)rsssf.com | Tupapa FC · 89' Niirangi Arona | Lloyd Robson Stadium, Port Moresby |
|                        | |                    |                                |                                    |

##### 4 kolejka
| 16 stycznia 2001 14:00 | Tupapa FC | 0:9(0:6)rsssf.com | Tafea FC · 2', 82' Richard Iwai · 21' Georges Natuoivi · 22', 27', 39' Etienne Mermer · 25' Noel Vari · 77' Moise Poida · 80' Gerard Haitong | Lloyd Robson Stadium, Port Moresby Sędzia: B. Hugo |
|                        |           |                   | |                                                    |

| 16 stycznia 2001 16:00 | PanSa FC | 0:2(walkower)rsssf.com | Titavi FC | Lloyd Robson Stadium, Port Moresby |
|                        |          |                        |           |                                    |

##### 5 kolejka
| 18 stycznia 2001 14:00 | Titavi FC brak danych | 2:0rsssf.com | Tupapa FC | Lloyd Robson Stadium, Port Moresby |
|                        |                       |              |           |                                    |

| 18 stycznia 2001 16:00 | Tafea FC brak danych | 6:0rsssf.com | AS Vénus | Lloyd Robson Stadium, Port Moresby |
|                        |                      |              |          |                                    |

## Półfinały
| 20 stycznia 2001 13:00 | Wollongong Wolves · Saso Petrovski 28' · Jay Lucas 43', · Scott Chipperfield 45' – k. | 4:2(3:0)rsssf.com | AS Vénus · 78' Ramon Djamali · 85' Izal | Lloyd Robson Stadium, Port Moresby Sędzia: S. Maidan |
|                        |                                                                                       |                   |                                         |                                                      |

| 20 stycznia 2001 15:30 | Tafea FC · Richard Iwai 36', 89' · Etienne Mermer 60' · Gerard Haitong 88' | 4:2(1:1)rsssf.com | Napier City Rovers · 45' Chris McIvor · 90' Robert Ryan | Lloyd Robson Stadium, Port Moresby Sędzia: S. M. Salleh |
|                        |                                                                            |                   |                                                         |                                                         |

## Mecz o 3 miejsce
| 22 stycznia 2001 13:00 | AS Vénus · Soren Jacobsen 44' · Jacques Ilengo 74' | 2:3(1:2)rsssf.com | Napier City Rovers · 11' Rupert Ryan · 23' Martin Akers · 86' David Gearey | Lloyd Robson Stadium, Port Moresby |
|                        |                                                    |                   |                                                                            |                                    |

## Finał
| 22 stycznia 2001 15:30 | Wollongong Wolves · Scott Chipperfield 62' | 1:0(0:0)rsssf.com | Tafea FC | Lloyd Robson Stadium, Port Moresby |
|                        |                                            |                   |          |                                    |